# Nun ist das Heil und die Kraft, BWV 50

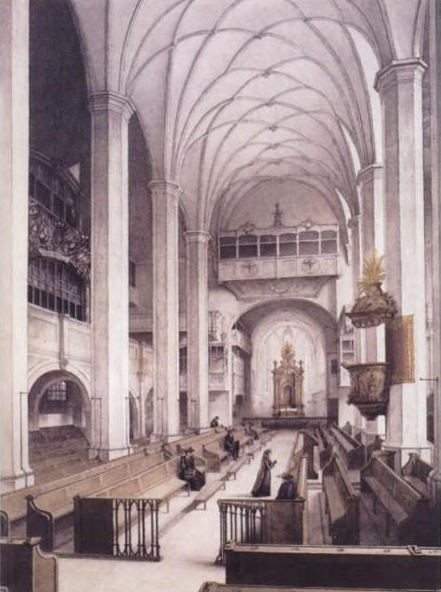
Thomaskirche, Leipzig.

Nun ist das Heil und die Kraft, BWV 50 (Ahora han llegado la salvación y la fuerza) es un movimiento coral que se considera parte de una cantata perdida escrita por Johann Sebastian Bach para el Día de San Miguel. La obra fue probablemente compuesta en 1723, pero se desconoce la fecha de su primera interpretación.

## Historia
El estudioso de Bach William H. Scheide sugirió que la obra había sido escrita para la celebración del Día de San Miguel. En todo caso, las fechas exactas de la composición y la primera interpretación no se conocen. La obra ha fascinado a los estudiosos debido a las dudas en cuanto a su procedencia. No se conservan fuentes autógrafas, y las copias más antiguas que se conservan no mencionan el nombre de Bach. En 1982, Scheide argumentó que la versión existente para doble coro es un arreglo llevado a cabo por una mano desconocida de la versión original perdida escrita para cinco voces por J. S. Bach. Su argumentación se basaba en las irregularidades en la escritura de las partes en BWV 50, que son muy diferentes a la escritura de Bach. En 2000 el intérprete y estudioso Joshua Rifkin señaló que una solución más plausible a este puzle es que el autor de BWV 50 no fue en modo alguno Bach, sino un compositor desconocido aunque sumamente dotado de la época. La sugerencia fue polémica.

## Análisis

### Texto
Las lecturas establecidas para ese día eran del Apocalipsis, (Apocalipsis 12:7-12), y del evangelio según San Mateo, (Mateo 18:1-11).
Este movimiento en concreto toma de Apocalipsis 12:10. Su texto es "Nun ist das Heil und die Kraft und das Reich und die Macht unsers Gottes seines Christus worden, weil der verworfen ist, der sie verklagete Tag und Nacht vor Gott".

### Instrumentación
La obra está escrita para una orquesta inusualmente grande formada por dos coros a cuatro voces; tres trompetas, timbales, tres oboes, dos violines, viola y bajo continuo.

### Estructura
El movimiento conservado es un coro o "coro doppio". Al igual que otras cantatas para esta misma ocasión, cuenta con la textura en capas desde el registro más bajo al más alto y una representación contrapuntística de "batallas y ejércitos aglomerándose". Se encuentra dividida en dos secciones diferenciadas y utiliza técnicas fugadas. El movimiento comienza con una "fuerte declaración en octavas no armonizadas", emparejando las cuerdas graves con la voz de bajo del primer coro. Un cambio rítmico crea una "sensación flotante, de giro" antes de que entre la línea del tenor, seguido por alto y soprano. A medida que este coro se desplaza hacia un contrapunto rítmico, aparecen el segundo coro, la trompeta y los oboes. El movimiento incorpora también el recurso de llamada y respuesta y una inversión del orden previo de entrada temática. Los últimos doce compases adoptan un estilo cromático no escuchado anteriormente en la pieza.

## Discografía selecta
De esta pieza se han realizado una serie de grabaciones entre las que destacan las siguientes.
- 1928 – "Now Shall The Grace", Eight-part chorus from Cantata No. 50. Hugh Allen, London Symphony Orchestra, Leeds Festival Choir (HMV)
- 1934/8 – J.S. Bach: Motet, Singet dem Herrn; Cantatas No. 50 & 104. Carl Schuricht, Berliner Philharmoniker, Berliner Philharmonischer Chor (Telefunken)
- 1960s/70s – Bach: Cantatas Nos. 31 & 50. Kurt Bauer, Dresden Cathedral Orchestra & Choir (Janus Pirouette)
- 1955 – J.S. Bach: Cantatas No. 21 & 50. Marcel Couraud, Stuttgarter Orchester & Chor (Les discophiles français)
- 1980 – J.S. Bach: Motets & Cantatas. John Eliot Gardiner, Monteverdi Choir, English Baroque Soloists (Erato)
- 1984 – Die Bach Kantate  Vol. 6. Helmuth Rilling, Bach-Collegium Stuttgart (Hänssler)
- 1992 – J.S. Bach: Cantatas No. 34, 50 & 147. Harry Christophers, The Sixteen (Collins Classics)
- 1997 – J.S. Bach: Complete Cantatas Vol. 6. Ton Koopman, Amsterdam Baroque Orchestra & Choir (Antoine Marchand)
- 1999 – J.S. Bach: Cantatas Vol. 13. Masaaki Suzuki, Bach Collegium Japan (BIS)
- 2000 – Bach Edition Vol. 18: Cantatas Vol. 9. Pieter Jan Leusink, Holland Boys Choir, Netherlands Bach Collegium (Brilliant Classics)
- 2000 – Bach Cantatas Vol. 7. John Eliot Gardiner, Monteverdi Choir, English Baroque Soloists (Soli Deo Gloria)
- 2007 – Thomanerchor Leipzig: Das Kirchenjahr mit Bach, Vol. 10. Georg Christoph Biller, Thomanerchor Leipzig, Gewandhausorchester Leipzig (Rondeau Production)